# Pandemie
Pandemie (von altgriechisch πᾶν pan ‚gesamt, umfassend, alles’ und δῆμος dēmos ‚Volk‘) bezeichnet eine „neu, aber zeitlich begrenzt in Erscheinung tretende, weltweite starke Ausbreitung einer Infektionskrankheit mit hohen Erkrankungszahlen und i. d. R. auch mit schweren Krankheitsverläufen.“
Im Unterschied zur Epidemie ist eine Pandemie örtlich nicht beschränkt, zumeist gibt es aber Gegenden, in denen sich der Krankheitserreger nicht bzw. nicht sehr stark ausbreitet. In Bezug auf die Influenza legte die Weltgesundheitsorganisation (WHO) in ihren zuletzt im Mai 2017 überarbeiteten Leitlinien zum Pandemic Influenza Risk Management fest, dass der WHO-Generaldirektor eine Pandemie – also den Übergang von einer Epidemie zur Pandemie – ausruft.

## Wortherkunft
Das Wort Pandemie geht zurück auf das altgriechische Substantiv πανδημία pandēmía, deutsch ‚das ganze Volk‘, das auch als Adjektiv πανδήμιος pandēmios, deutsch ‚im ganzen Volk [verbreitet]‘ existiert. Beide Wörter setzen sich aus πᾶς pās, deutsch ‚all, ganz, jeder‘ (Neutrum πᾶν pān) sowie δῆμος dēmos, deutsch ‚Volk‘ zusammen.
Da sich die Endung -demie auf Menschen bezieht, sind in der Veterinärmedizin auch die Bezeichnungen Seuchenzug und Panzootie (von ζῷον zõon ‚lebendes Wesen, Lebewesen, Tier‘) statt Pandemie und ebenso Epizootie (von επί epí ‚auf‘) statt Epidemie üblich.
Das gleichbedeutende englische Adjektiv pandemic wurde 1666 erstmals verzeichnet.

## Ausbreitung
Die Pest im Mittelalter (auch bekannt als Schwarzer Tod) war eine Seuche, die sich in Europa teilweise über das Handelsnetz der Genueser Kolonien ausbreitete – per Schiff und auf dem Landweg.
Heute gelten Flugrouten als die schnellsten Ausbreitungswege von Infektionskrankheiten. So entwickelte sich AIDS, das durch das HI-Virus verursacht wird, u. a. durch den Flugtourismus von einem lokalen zu einem weltweiten Problem. Nachvollziehbar war dieser Effekt auch während der SARS-Pandemie 2002/2003: Während man in Asien noch die klassischen Verbreitungswege für SARS annahm, zeigte die zunehmende Zahl der Erkrankungen in Kanada diesen Reise-Effekt schon recht deutlich. Auch das Ausbreitungsgeschehen im Verlauf der Zikavirus-Epidemie 2015/2016 in Südamerika wurde mit der intensiven Reisetätigkeit während der Endrunde der Fußball-Weltmeisterschaft 2014 in Verbindung gebracht.
Die Weltgesundheitsorganisation hat darauf hingewiesen, dass ein pandemischer Krankheitserreger durch die große Anzahl gleichzeitig Erkrankter das Gesundheitssystem eines Staates überlasten kann.
Zur quantitativen Beschreibung und Prognose pandemischer und ähnlicher Ausbreitungsprozesse nutzen Wissenschaftler Kohortenstudien, Computersimulationen sowie Methoden der Theoretischen Biologie, beispielsweise das SIR-Modell.

## Bedeutende Pandemien (Auswahl)
Bedeutende Pandemien in der Geschichte waren:
- Antoninische Pest, 165–180. Vermutlich eine Pocken-Pandemie, die sich auf dem Gebiet des Römischen Reiches ausbreitete; rund 5 Millionen Tote.[8]
- Justinianische Pest, 541 – ca. 770. Auswirkungen waren bis ins 8. Jahrhundert bemerkbar. Die Erkrankung verbreitete sich im gesamten Mittelmeerraum und in der gesamten den Römern bekannten Welt. Die Zahl der Todesopfer ist umstritten. Ursache war Yersinia pestis.
- Schwarzer Tod, 1347–1352. Aus Zentralasien kommend über ganz Europa verbreitet; geschätzt 25 Millionen Tote – ein Drittel der damaligen europäischen Bevölkerung. Ursache war Yersinia pestis.
- Verschiedene Cholera-Pandemien, beginnend etwa 1817 bis heute. Ursache ist das Bakterium Vibrio cholerae.
- Dritte Pest-Pandemie, 1894–1911. Erstmals aufgetreten in China, weltweit verbreitet, rund 12 Millionen Tote. Ursache: Yersinia pestis.
- Spanische Grippe, 1918–1920. Wahrscheinliche Ausgangsregion waren die Vereinigten Staaten. Infiziert wurden vermutlich 500 Millionen Menschen, von denen etwa 20 bis 50 Millionen starben.
- Mitte 1929 wurden infizierte Amazonaspapageien von Südamerika aus in diverse Länder exportiert, darunter nach Deutschland, Frankreich, Spanien, die USA und Australien. 750 bis 800 Papageienkrankheit-Infektionen bei Menschen wurden bestätigt; über 100 der Infizierten starben.[9]
- Ausbreitung von HIV/AIDS (seit Anfang der 1980er-Jahre); laut UNAIDS rund 76 Millionen Infizierte und 33 Millionen Verstorbene seit 1980 (Stand: Mitte 2020).[10]
- COVID-19-Pandemie: Seit Dezember 2019 verbreitete sich das Virus SARS-CoV-2. Am 30. Januar 2020 nannte die Weltgesundheitsorganisation WHO das Infektionsgeschehen internationale Gesundheitsnotlage. Bis November 2021 gab es laut Daten der WHO weltweit über 250 Millionen bestätigte Infektions- und über 5 Millionen bestätigte Todesfälle im Zusammenhang mit COVID.[11] Am 11. März 2020 erklärte die WHO COVID-19 zu einer Pandemie.

## Gefährdung durch neue Erreger
Die deutsche Bundesregierung ließ 2012 eine Pandemie mit einem ausgedachten Virus mit dem Namen Modi-SARS hypothetisch durchspielen. Das U.S. Department of Health and Human Services führte im August 2019 das Planspiel Crimson Contagion unter der Annahme eines neuen Grippevirus aus China durch mit dem Ergebnis, dass in den USA 500.000 Todesfälle geschahen.
Carolien van de Sandt, Peter-Doherty-Institut für Infektionen und Immunität an der Universität Melbourne, und weitere Autoren warnten im Oktober 2018 im Fachblatt Frontiers in Cellular and Infection Microbiology vor einer zweiten Spanischen Grippe. Der demografische Wandel, Antibiotika-Resistenzen und der Klimawandel könnten die Bekämpfung der Krankheit erschweren, sodass bis zu 150 Millionen Menschen sterben könnten. Vor der Problematik der Verbindung von Fledermäusen und Corona warnten chinesische Forscher im März 2019.

## Influenzapandemien
Modellhaft für Pandemien stand bis 2020 – vor Beginn der COVID-19-Pandemie – insbesondere die Ausbreitung von Influenza-Varianten. Dies u. a. vor dem Hintergrund, dass beispielsweise ein massiver Übergang des Vogelgrippevirus A/H5N1 auf den Menschen zu erheblichen Problemen bei der Impfstoffherstellung geführt hätte, da dieser Subtyp nicht in Hühnereiern – dem Standardmedium zur Produktion von Influenzaviren – vermehrt werden kann.
Auslöser mehrerer Pandemien waren Influenzaviren der Gruppe A, deren antigene Oberflächenmoleküle Hämagglutinin (HA) und Neuraminidase (N) sich verändert hatten. Solche Veränderungen können jederzeit eintreten und dazu führen, dass die veränderten Oberflächenmoleküle nach einer Infektion vom Immunsystem trotz Impfung (oder Immunität nach einer vorhergegangenen Influenza-Infektion mit Viren, die noch andere Oberflächeneigenschaften hatten) nicht erkannt oder nur unzureichend bekämpft werden. Das hat dann zur Folge, dass die Viren sich im Körper der infizierten Menschen vermehren können.
Bei einer Influenza-Epidemie oder Grippewelle werden 10 bis 20 Prozent einer Bevölkerung infiziert, aber die Ausbrüche bleiben lokal begrenzt. Bei einer Pandemie hingegen verbreiten sich die Viren rasch und mit Infektionsraten von bis zu 50 Prozent über den gesamten Globus. Auslöser ist immer eine neue Variante des Influenza-A-Virus, die auch durch einen Antigenshift (eine Durchmischung von humanen und aviären, das heißt aus Geflügel stammenden Gen-Segmenten) entstehen kann. Eine solche Durchmischung von Vogelgrippe- und humanen Influenzaviren kann beispielsweise im Schwein stattfinden (Schweineinfluenza), wenn diese Tiere Träger beider Viren sind.
Auch in Grippe-Jahren ohne Pandemie stirbt jährlich eine Vielzahl von Menschen an dieser Krankheit bzw. an ihren Folgen, vor allem an den Folgen einer Lungenentzündung infolge bakterieller Superinfektion. Beispielsweise wurden dem Robert Koch-Institut im Winterhalbjahr 2017/18 rund 334.000 labordiagnostisch bestätigte Influenza-Erkrankungen gemeldet; 60.000 Erkrankte wurden in Hospitälern aufgenommen und 1.674 Erkrankte verstarben nachweislich an einer Influenza-Infektion.
Beispiele für Influenzapandemien in jüngerer Zeit:
- Russische Grippe (1889–1895), eine Million Tote, Subtyp A/H2N2 oder A/H3N8 oder keine Influenza-, sondern eine Corona-Pandemie, verursacht durch HCoV-OC43
- Spanische Grippe (1918–1920), 20–50 Millionen Tote,[18][19] Subtyp A/H1N1
- Asiatische Grippe (1957/58), 1–4 Millionen Tote,[18] Subtyp A/H2N2
- Hongkong-Grippe (1968), 1–4 Millionen Tote,[18] Subtyp A/H3N2
- Russische Grippe (1977/78), 700.000 Tote,[20] Subtyp A/H1N1 (Fallzahlen und Klassifikation als Pandemie umstritten, da vor allem Kinder und Jugendliche erkrankten)
- Schweinegrippe (2009/10), 100.000–400.000 Tote,[18] Subtyp A/California/7/2009 (H1N1) (Fallzahlen und Klassifikation als Pandemie wegen der relativ geringen Pathogenität umstritten)

### Definitionen der Influenza-Pandemiephasen durch die Weltgesundheitsorganisation
Der Plan der Weltgesundheitsorganisation (WHO) zur Vorbereitung auf Influenza-Pandemien aus dem Jahr 2005 teilte das Risiko des Übergangs auf den Menschen, also die Wahrscheinlichkeit für die globale Verbreitung unter Menschen, in sechs Stufen ein:
- Phase 1: Beim Menschen wurde kein neuer Virus-Subtyp entdeckt, jedoch wurde ein beim Menschen umlaufender Subtyp auch in Tieren nachgewiesen. Das Risiko des Übergangs vom Tier zum Menschen wird als gering bewertet.
- Phase 2: Beim Menschen wurde kein neuer Virus-Subtyp entdeckt, jedoch bewirkt ein in Tieren umlaufender Subtyp ein erhebliches Risiko von Erkrankungen beim Menschen.
- Phase 3, Beginn der Alarmphase: Vereinzelt werden Menschen von einem neuen Subtyp infiziert, die zum Beispiel unabhängig voneinander Kontakt zu infizierten Tieren hatten. Eine Übertragung von Mensch zu Mensch ist sehr selten und tritt allenfalls bei engem Kontakt zu einem Infizierten auf.
- Phase 4: Örtlich eng begrenzte Häufung(en) von Infektionen (zum Beispiel 25 Erkrankungen innerhalb von zwei Wochen) und begrenzte Mensch-zu-Mensch-Übertragungen sind dokumentiert, was jedoch nahelegt, dass der Subtyp nur unzureichend an den Menschen angepasst ist.
- Phase 5, erhebliches Pandemierisiko: Größere Häufung(en) von Infektionen (zum Beispiel 50 Erkrankungen innerhalb von zwei bis vier Wochen) sind dokumentiert, Mensch-zu-Mensch-Übertragungen sind aber noch immer örtlich begrenzt (zum Beispiel auf abgelegene Orte oder Inseln oder auf Gemeinschaftseinrichtungen wie Universitäten und Kasernen), was nahelegt, dass der Subtyp zwar zunehmend besser an den Menschen angepasst, aber noch immer nur eingeschränkt von Mensch zu Mensch übertragbar ist.
- Phase 6, Pandemie: Wachsende und anhaltende Übertragungen von Mensch zu Mensch in der gesamten Bevölkerung.

Die ab 2009 als Antwort auf die Ausbreitung der Vogelgrippe H5N1 von der Weltgesundheitsorganisation festgelegte Definition der Phase 6, bei einer Pandemie handele es sich um „epidemische Ausbrüche in mindestens zwei der sechs WHO-Regionen“, ist in den seit 2013 gültigen und 2017 erneut bearbeiteten Leitlinien der WHO für das Pandemic Influenza Risk Management nicht mehr enthalten; bei den vorgenannten Regionen handelt es sich um: Afrika, Nord- und Südamerika, Südostasien, Europa, Östliches Mittelmeer und Westlichen Pazifik. Auslöser der abermaligen Änderungen war ein kritischer Rückblick auf die für die Bewältigung der Schweinegrippe-Pandemie (2009/10) gesammelten Erfahrungen.
Als Folge dieses kritischen Rückblicks stellen seit 2013 weniger formale Kriterien und stärker „Risiko-basierte Betrachtungsweisen“ (a risk-based approach) die Grundlagen der Phasen-Definition durch die Weltgesundheitsorganisation dar.
Zugleich wurde 2017 die Gliederung in sechs voneinander trennbare Phasen durch ein zyklisches Kontinuum ersetzt, also durch einen gleitenden Übergang von Phase 1 zu Phase 4 und danach erneut zu Phase 1:
- Interpandemische Phase: Dies ist die Phase zwischen zwei Influenza-Pandemien, in der Vorbereitungen auf eine mögliche Pandemie getroffen werden können.
- Bereitschaftsphase (Alert Phase): Ein neuer Influenza-Subtyp wurde beim Menschen nachgewiesen. Diese Phase ist gekennzeichnet durch erhöhte Wachsamkeit und sorgfältige Abschätzung möglicher Risiken auf lokaler, nationaler und globaler Ebene. Falls die Beurteilung der Risiken ergibt, dass keine weltweite Ausbreitung zu erwarten ist, kann eine Deeskalation eingeleiteter Maßnahmen erfolgen.
- Pandemische Phase: Aufgrund der Beobachtung virologischer, epidemiologischer und klinischer Befunde gilt als gesichert, dass sich der neue Subtyp weltweit ausbreitet und Maßnahmen ergriffen werden müssen. Der Wechsel von der interpandemischen Phase zur Bereitschaftsphase und zur Pandemiephase kann rasch oder allmählich erfolgen.
- Übergangsphase (Transition Phase): Sobald sich das Infektionsgeschehen abschwächt, also eine Verbesserung der Lage eintritt, kann eine weltweite oder durch einzelne Staaten veranlasste Deeskalation eingeleiteter Maßnahmen erfolgen.
- Interpandemische Phase: Dies ist die nächste Phase zwischen zwei Influenza-Pandemien.

### Vorbeugungsmaßnahmen
Die Weltgesundheitsorganisation hat im Jahre 1948 ein weltweites Überwachungssystem installiert, das mithilfe zahlreicher Referenzlabors die umlaufenden Virusstämme ständig auf neue Varianten überprüft. Diese Feldstudien bilden die Grundlage für die jährlich erneuerten Empfehlungen bezüglich Impfstoffzusammensetzung der nächstfolgenden Wintersaison, wobei zwischen Empfehlung und Bereitstellung des Impfstoffes in ausreichender Menge durch dessen Hersteller zehn bis zwölf Monate vergehen können. Zudem hat die Weltgesundheitsorganisation 1999 von allen Ländern die Erstellung nationaler Pandemiepläne gefordert.
Durch diese Maßnahmen soll zum einen sichergestellt werden, dass im Fall einer Pandemie rasch sichere Impfstoffe hergestellt werden können; für Europa hat die Vaccine Expert Group der Europäischen Arzneimittelagentur entsprechende Leitlinien erarbeitet. Zum anderen soll ein erprobter Maßnahmenkatalog dazu beitragen, Infektionsketten u. a. durch soziale Distanz zu unterbrechen und die Krankenversorgung sicherzustellen. Zwischen 2006 und 2015 wurde die Impfstoffproduktion weltweit von geschätzten 0,5 bis 1,5 Milliarden Dosen pro Jahr auf nahezu 6 Milliarden Dosen gesteigert.
Als Folge einer Infektion mit Influenzaviren kann es zu einer Besiedelung der Luftwege mit Pneumokokken und zu einer durch diese Bakterien verursachten Lungenentzündung (Pneumonie) kommen, die vor allem bei Patienten mit chronischen Krankheiten sowie bei älteren Menschen lebensgefährlich verlaufen kann. Eine Pneumokokkenimpfung senkt das Risiko von Pneumokokken-Pneumonien und tödlichen Verläufen und wird deshalb von der Ständigen Impfkommission Deutschlands für Säuglinge ab dem Alter von zwei Monaten, für alle Menschen ab dem Alter von 60 Jahren sowie insbesondere für Patienten mit chronischen Krankheiten der Lunge oder des Herzens oder einem behandlungsbedürftigen Diabetes empfohlen. Vergleichbare Empfehlungen gehen aus dem Impfplan für Österreich hervor. Laut Schweizerischem Impfplan 2020 gibt es zu dieser Frage Impfempfehlungen für Personen bestimmter Risikogruppen.
Als mögliche Erreger einer Pandemie und – neben COVID-19 – als für Forschung und Entwicklung priorisiert werden von der WHO folgende Infektionskrankheiten angesehen (Stand: März 2021):
- Krim-Kongo-Fieber
- Ebolafieber und Marburgfieber
- Lassafieber
- MERS-CoV und SARS
- Nipah-Virus und Hendra-Virus
- Rifttalfieber
- Zikafieber
- Disease X – eine bisher unbekannte Krankheit oder eine Krankheit, die nicht als Krankheit der Spezies Mensch bekannt ist mit derzeit unbekannten Eigenschaften.

Führende Naturschutzexperten des Weltbiodiversitätsrats IPBES wiesen im März 2021 darauf hin, dass die Vermeidung von Pandemien durch ein Umsteuern in Politik und Wirtschaft beim Natur-, Umwelt- und Klimaschutz deutlich günstiger wäre als eine nachträgliche Krisenbekämpfung.

### Szenario einer Pandemie am Beispiel von Influenza A/H5N1
Besondere Brisanz wurde ab 2005/06 der sogenannten Vogelgrippe H5N1, verursacht durch das Influenza-A-Virus H5N1, zugeschrieben, deren Viren auch ohne jedes Zutun des Menschen von Zugvögeln verbreitet werden. Ihr hat die Weltgesundheitsorganisation seit mehreren Jahren die Pandemiephase 3 zugeordnet (Stand: März 2021.)
Sollten die A/H5N1-Viren mutieren, sodass sie von Mensch zu Mensch übertragen werden können, erwarten einige Experten ein Szenario, das in zwei Phasen abläuft:
1. In einer ersten Phase von bis zu sechs Monaten stünde kein Impfstoff zur Verfügung, da die heute gängigen Herstellungsverfahren diese Zeitspanne bis zur Auslieferung der ersten Ampullen benötigen. In dieser Phase wären vermutlich antivirale Medikamente und Medikamente gegen opportunistische bakterielle Infektionen sowie nichtmedikamentöse Schutzmaßnahmen (z. B. Gesichtsmasken, Schulschließungen) und Quarantäne die einzig möglichen Maßnahmen zur Abwehr der Viren und ihrer Folgen. Es wird daher empfohlen, für 20–25 % der Bevölkerung solche Medikamente vorrätig zu halten.[38]
2. In einer zweiten Phase wäre zwar ein Impfschutz entwickelt, die Produktionskapazitäten würden für den großen Bedarf jedoch sehr wahrscheinlich nicht ausreichen. Daher sehen die amtlichen Notfallpläne für den Pandemiefall u. a. auch vor, dass zum Beispiel Krankenhaus-, Polizei- und Feuerwehrpersonal mit Priorität versorgt werden soll. Viele Experten fordern deshalb, staatlich subventionierte Überkapazitäten bei den Arzneimittelherstellern aufzubauen. Weil außerdem nicht erwartet werden kann, dass Impfungen einen vollständigen Schutz bieten, müssen die anderen Schutzmaßnahmen auch in der zweiten Phase angewandt werden.

Ferner sind Vorbereitungen dafür zu treffen, dass genügend Krankenhausbetten verfügbar gemacht werden können. So schrieb die Deutsche Gesellschaft für Innere Medizin Ende April 2006 in einer Pressemitteilung: „Sollte es eines Tages zu einem weltumspannenden Erkrankungsausbruch kommen, würden in Deutschland voraussichtlich 360.000 Menschen einen Platz im Krankenhaus benötigen.“
Auf einem Influenza-Fachkongress in Wien wurde im Oktober 2006 berichtet, dass damals mehr als 95 % aller Impfstoffe in nur neun Ländern produziert wurden, was bedeutete, dass 86 % aller Menschen in Ländern lebten, die selbst keine Produktionskapazitäten besaßen. Wären im Jahr 2007 alle Kapazitäten für den normalen Grippeimpfstoff auf Pandemie-Impfstoff umgestellt, hätten maximal 300 Millionen Menschen versorgt werden können. Bis zum Jahr 2011 begannen elf Entwicklungsländer mit dem Aufbau oder der Inbetriebnahme entsprechender Fertigungsanlagen. Trotz der mittlerweile erfolgten, erheblichen Ausweitung von Produktionskapazitäten gilt es auch weiterhin als illusorisch, dass ein weltweiter Schutz vor einer Influenza-Pandemie durch Impfungen angesichts der Größe der Weltbevölkerung möglich sei.
Sollten allerdings die Autoren eines im Juli 2006 in Nature veröffentlichten Berichts recht behalten, dann würden sich alle Planungen für Massenimpfungen – zumindest für die erste Erkrankungswelle – als obsolet erweisen: Sie prognostizierten, dass der Gipfelpunkt der ersten Erkrankungswelle zwei bis drei Monate nach dem Beginn der Pandemie erreicht und die akute Pandemiephase schon nach vier Monaten beendet sein würde.
Für Deutschland hat das Robert Koch-Institut – als Nationales Referenzzentrum für Influenza – mehrere Szenarien entwickelt, die als Grundlage für die Abschätzung der Folgen einer Pandemie dienen sollen. Die schlimmste Variante unterstellt 21 Millionen zusätzliche Arztbesuche und bis zu 160.000 Tote. Als realistischer wird allerdings eine mittlere Variante angesehen, bei der aber auch noch ca. 100.000 zusätzliche Todesfälle unterstellt werden. Das Auswärtige Amt hat zudem einen eigenen Pandemieplan erstellt, um den Schutz seiner Mitarbeiter in Auslandsvertretungen zu gewährleisten.

### Notfallplanungen

#### Notfallplanung im deutschsprachigen Raum
Deutschland
In dem Anfang 2005 veröffentlichten Nationalen Pandemieplan für Deutschland wurde für den Fall eines Ausbruchs einer Influenzapandemie als Mindestmaßnahme festgelegt, dass die Therapie aller Erkrankten durch antivirale Arzneimittel sichergestellt sein sollte. Daraufhin begannen die Bundesländer mit Planungen zur Bevorratung entsprechender Medikamente. Ergänzt wurde der nationale Pandemieplan durch detailliertere lokale Planungen der Landkreise und der Gemeinden. Im Jahr 2016 wurde der Nationale Pandemieplan überarbeitet und auch danach noch aktualisiert. Gefördert mit je 10 Millionen Euro wurden die Firmen Novartis und GlaxoSmithKline vertraglich verpflichtet, ihre Produktionskapazitäten so zu erweitern, dass die gesamte Bevölkerung mit einem Pandemie-Impfstoff versorgt werden könnte – das wären zweimal 80 Millionen Dosen.
Im Rahmen der LÜKEX (Länder- und RessortÜbergreifende KrisenmanagementEXercise) wurde 2007 die Übung Grippe-Pandemie ausgeführt.
Die deutsche Pandemie-Risikoanalyse wurde im Jahr 2012 unter fachlicher Federführung des Robert Koch-Instituts und weiterer Bundesbehörden durchgeführt, die den Titel „Pandemie durch Virus Modi-SARS“ führt. Sie ist Teil der von der Bundesregierung durchgeführten Risikoanalysen im Bevölkerungsschutz, die auf Bundesebene der vorsorglichen und strukturierten Befassung mit möglichen bundesrelevanten Gefahren und den bei ihrem Eintritt zu erwartenden Auswirkungen auf die Bevölkerung, ihre Lebensgrundlagen und die öffentliche Sicherheit und Ordnung in Deutschland dienen.
Schweiz
Unter der Leitung der Eidgenössischen Kommission für Pandemievorbereitung und -bewältigung (EKP) entstand 2004 der erste schweizerische Influenza-Pandemieplan. Dieser wurde in den folgenden Jahren – zuletzt 2018 – aktualisiert. In der Schweiz besteht ferner ein Pflichtlager mit antiviralen Medikamenten. Zudem wird vom Bundesamt für Gesundheit die vorsorgliche Anschaffung von Atemschutzmasken empfohlen.
Österreich
Da in Österreich die Gesundheitsversorgung Landessache ist, kann der Bund nur Empfehlungen und Koordinationen anbieten. Gleichwohl wurde im Jahr 2006 ein noch immer aktueller Influenza-Pandemieplan publiziert (Stand: Februar 2020). Ein Beispiel für die regionalen Pandemiepläne ist die Influenza-Pandemieplanung für Wien. Der Österreichische Zivilschutzverband hat zudem einen Ratgeber mit Verhaltensregeln für den Fall einer Pandemie veröffentlicht.

#### Notfallplanung in den USA
Im Rahmen der Notfallplanung wurde vom National Vaccine Advisory Committee (NVAC) der USA bereits im März 2006 ein Vorschlag vorgelegt, um zu bestimmen, welche Personengruppen im Falle einer Influenzapandemie vorrangig geimpft werden sollen, wenn Impfstoffe nicht für die gesamte Bevölkerung verfügbar sind. Zu diesem vorrangig zu schützenden Kreis gehören die mit der Herstellung und Verteilung des Impfstoffs befassten Personen, Ärzte und Krankenschwestern, hohe Regierungs- und Behördenvertreter, Schwangere sowie Schwerstkranke, bei denen ein erhöhtes Risiko für Lungenentzündungen besteht. Außerdem sollen diejenigen vorrangig geimpft werden, die zu Hause immungeschwächte Personen oder ein Kind von unter sechs Monaten pflegen.
Zweite Priorität wurde für folgende Gruppen vorgeschlagen: Menschen jenseits des 65. Lebensjahres, Kinder unter zwei Jahren sowie die Beschäftigten von Polizei und Feuerwehr, von Energieversorgungs- und Transportunternehmen sowie von Kommunikations- und IT-Firmen. In geringfügig modifizierter Fassung wurden diese Kriterien in die mehrfach aktualisierte Fassung der Richtlinien der US-Gesundheitsbehörden zu Impfmaßnahmen während einer Pandemie übernommen (Stand: Februar 2020).
In den USA wurden zudem seit 2005 erhebliche Gelder bereitgestellt, um eine neue Generation von Technologien zu entwickeln, damit innerhalb von sechs Monaten nach Ausbruch einer Epidemie genug Impfstoff für alle US-Bürger produziert werden kann.
Seit 2005 haben die US-Gesundheitsbehörden ferner eine Website mit Verhaltensregeln für den Pandemiefall geschaltet.

## Mediale Rezeption

### Dokumentarfilme
- Pandemien – Die Menschheit in Gefahr (Originaltitel: Human Inferno). 50 Min. USA 2016.[61]
- Pandemie (Originaltitel: Pandemic: How to Prevent an Outbreak). 6 Folgen. USA 2020 (Online bei Netflix).[62]
- Von Pest bis Corona: die größten Pandemien der Geschichte (Originaltitel: Hope And Fear: How Pandemics Changed the World). 75 Min. USA 2020.[63]
- Was wird die nächste Pandemie? 45 Min. Drehbuch: Gabi Schlag, Benno Wenz. Deutschland 2023 (Online in der ARD Mediathek. Video verfügbar bis 6. November 2028).[64]
- Wie verhindern wir die nächste Pandemie? 45 Min. Drehbuch: Gabi Schlag, Benno Wenz. Deutschland 2023 (Online in der ARD Mediathek. Video verfügbar bis 6. November 2028).[65]

### Spielfilme und Fernsehserien
- The Last Man on Earth (1964)
- Der Omega-Mann (1971)
- Andromeda – Tödlicher Staub aus dem All (1971)
- Overkill – Durch die Hölle zur Ewigkeit (1980)
- Zeit des Erwachens (1990)
- Stephen Kings The Stand – Das letzte Gefecht (1994)
- Outbreak – Lautlose Killer (1995)
- 12 Monkeys (1995)
- The Patriot – Kampf ums Überleben (1998)
- 28 Days Later (2002)
- 28 Weeks Later (2007)
- Pandemic – Tödliche Erreger (2007)
- I Am Legend (2007)
- Doomsday – Tag der Rache (2008)
- Carriers (2009)
- Black Death (2010)
- The Walking Dead (Fernsehserie, 2010–2022)
- Contagion (2011)
- World War Z (2013)
- The Last Days – 12 Wochen nach der Panik (2013)
- Helix (Fernsehserie, 2014–2015)
- The Last Ship (Fernsehserie, 2014–2018)
- The Last Man on Earth (Fernsehserie, 2015–2018)
- 12 Monkeys (Fernsehserie, 2015–2018)
- Fear the Walking Dead (Fernsehserie, 2015–2023)
- Cargo (2017)
- The Rain (Fernsehserie, 2018–2020)
- The Stand – Das letzte Gefecht (Fernsehserie, 2020–2021)

### Videospiele
- Resident Evil (Videospielreihe, seit 1996)
- Plague Inc. (2012)
- Dishonored: Die Maske des Zorns (2012)
- The Last of Us (2013)
- Tom Clancy’s The Division (2016)